# 愛好電機
愛好電機株式会社（あいこうでんき）は、エポック21を開発・製造・販売していた電気事業の会社。

## 概要
節電器「エポック21」（英語表記はEPOCH21）のメーカー。
エポック21の販売台数は約18万台であり、電圧調整型節電器としてはトップメーカーであったが、同製品の売れ行きが不振になり和議申請。アイコーエポック社（VTホールディングスの子会社）に営業権を譲渡し、休眠会社となった。総発売元として株式会社エポックインターナショナルが存在した。
テレビコマーシャルも放送していた。

## 歴史
- 1986年（昭和61年）1月8日 - 設立
- 1999年（平成11年）3月 - 和議申請（負債総額93億円）
- 2004年（平成16年）10月 - アイコーエポック社に営業権譲渡